# PDZD2
PDZD2‏ (PDZ domain containing 2) هوَ بروتين يُشَفر بواسطة جين PDZD2 في الإنسان.